# Appula argenteoapicalis
Appula argenteoapicalis là một loài bọ cánh cứng trong họ Cerambycidae.